# Peter Pokorný (fotbalista)
Peter Pokorný (* 8. srpna 2001, Trenčín) je slovenský fotbalový záložník či obránce a bývalý mládežnický reprezentant, od července 2025 hráč slovenského klubu ŠK Slovan Bratislava. Mimo Slovensko působil na klubové úrovni v Rakousku, Maďarsku, Polsku a ve Španělsku. Nejčastěji nastupuje na pozici defenzivního záložníka. Domluví se anglicky, německy a španělsky.

## Klubová kariéra
Svoji fotbalovou kariéru začal v mužstvu FK AS Trenčín.V žácích v roce 2018 přestoupil do Rakouska do Red Bullu Salzburg, kde prošel tamní akademií a s výběrem do 19 let si zahrál i v mládežnické Lize mistrů. V létě 2018 se propracoval do seniorské kategorie, avšak hrál pouze druhou ligu za rezervu známou jako FC Liefering nebo hostoval v sezoně 2020/2021 v klubu SKN St. Pölten, se kterým po neúspěšné baráži s Austrií Klagenfurt (prohry 0:4 venku a 0:1 doma) sestoupil z Rakouské Bundesligy.

### Real Sociedad
V létě 2021 opustil Salzburg i Rakousko a podepsal tříletý kontrakt se španělským týmem Real Sociedad z města San Sebastián, přestup se podle webu transfermarkt.com uskutečnil za dva miliony eur. V Realu se do prvního mužstva neprosadil, ale hrál v ročníku 2021/22 za tehdy druholigové béčko, kde ho trénoval známý španělský kouč Xabi Alonso. S rezervou zažil sestup do třetí ligy.

### MOL Fehérvár FC (hostování)
V červenci 2022 zamířil z Realu Sociedad na roční hostování do Maďarska, konkrétně do celku MOL Fehérvár FC. S Fehérvárem na podzim 2022 krátce po svém příchodu postoupil přes moldavský klub Petrocub Hîncești (výhry 5:0 doma a 2:1 venku) do čtvrtého předkola – play-off Evropské konferenční ligy UEFA 2022/2023, kde se spoluhráči vypadli po výhře 2:1 venku a prohře 0:3 doma s týmem 1. FC Köln z Německa a do hlavní fáze této soutěže nepostoupili. Ligový debut v dresu tohoto mužstva absolvoval ve druhém kole hraném 7. srpna 2022 v souboji s mužstvem Budapest Honvéd FC (výhra 4:0), na hrací plochu přišel v 71. minutě. Na jaře 2023 pomohl celku k setrvání v nejvyšší soutěži. Ve Fehérváru hrál víceméně pravidelně, ale po roce se vrátil do Sociedadu.

### Śląsk Wrocław

#### Sezóna 2023/2024
Před sezonou 2023/2024 přestoupil za nespecifikovanou částku do polského klubu Śląsk Wrocław, se kterým uzavřel smlouvu na dva roky s opcí. 20. srpna 2023 při prvním ligovém zápasu za Śląsk odehrál při domácím vítězství 3:1 nad Lechem Poznań první poločas. Na jaře 2024 bojoval se Śląskem Wrocław do posledních kol o titul v tamní lize, tu však nakonec vyhrál celek Jagiellonia Białystok.

#### Sezóna 2024/25
Na podzim 2024 se Śląskem postoupil přes mužstvo Riga FC z Lotyšska (prohra 0:1 venku a výhra 3:1 doma) do třetího předkola Konferenční ligy UEFA 2024/2025, kde se spoluhráči nepostoupili po prohře 0:2 venku a výhře 3:2 doma přes švýcarský klub FC St. Gallen. V tomto ročníku byl mnohokrát kapitánem týmu. Koncem února 2025 se na tréninku zranil a následně se dostal do sporu s klubem, který vyvrcholil přeřazením do béčka a po následném údajném nechození na tréninky v porušení kontraktu, který nebyl automaticky prodloužen předkupním právem, jelikož Pokorný prý simuloval zranění, aby neodehrál počet utkání, který byl pro uplatnění opce nutný.

### ŠK Slovan Bratislava
V červnu 2025 se jako volný hráč (zadarmo) vrátil po letech do vlasti a dohodl se na čtyřletém kontraktu se Slovanem Bratislava, který měl o jeho služby zájem již dvakrát v minulosti. Premiéru v lize si zde odbyl ve třetím kole v souboji s týmem MFK Skalica (výhra 1:0), nastoupil na celé utkání.

## Klubové statistiky
Aktuální k 19. červnu 2025
| Sezona    | Klub                    | Soutěž               | Zápasy | Góly |
| --------- | ----------------------- | -------------------- | ------ | ---- |
| 2018/2019 | FC Liefering            | 2. Liga              | 23     | 0    |
| 2019/2020 | FC Liefering            | 2. Liga              | 14     | 0    |
| 2020/2021 | SKN St. Pölten (host.)  | Tipico Bundesliga    | 30     | 0    |
| 2021/2022 | Real Sociedad B         | LaLiga SmartBank     | 24     | 0    |
| 2022/2023 | MOL Fehérvár FC (host.) | OTP Bank Liga        | 23     | 0    |
| 2023/2024 | Śląsk Wrocław           | PKO Bank Ekstraklasa | 27     | 0    |
| 2024/2025 | Śląsk Wrocław           | PKO Bank Ekstraklasa | 20     | 0    |
| 2025/2026 | ŠK Slovan Bratislava    | Niké liga            |        |      |

## Reprezentační kariéra
Peter Pokorný je bývalý mládežnický reprezentant Slovenska, nastupoval za výběry do 15, 16, 17, 20 a 21 let. V kategorii U21 nosil na ruce i kapitánskou pásku.